# Copa do Nordeste de Futebol de 2024
A Copa do Nordeste de Futebol de 2024 (também Copa do Nordeste Betnacional por motivos de patrocínio) foi a 21.ª edição desta competição futebolística organizada pela Liga do Nordeste, em parceria com a CBF.
A edição da competição marcou a estreia dos clubes Maranhão, classificado diretamente à fase de grupos, e Iguatu, classificado a fase preliminar, além dos retornos de Itabaiana, River-PI e Treze após um ano fora da disputa. O atual campeão e defensor do título era o Ceará que, nessa edição, buscava seu quarto título, mas foi eliminado nas quartas de final pelo Sport.
O campeão da edição foi o Fortaleza, que conquistou seu terceiro título da competição após bater o CRB nos pênaltis por 5–4, após empate no agregado por 2–2. Os finalistas foram definidos após CRB e Fortaleza eliminarem Bahia e Sport, respectivamente. Em razão do título, o Fortaleza teria direito de ingressar diretamente na terceira fase da Copa do Brasil de 2025, mas, por ter se classificado à Libertadores de 2025 através do Campeonato Brasileiro (que também dá vaga na terceira fase da Copa do Brasil), o CRB herdou a vaga no torneio nacional.

## Regulamento
A Copa do Nordeste se subdivide em dois torneios, segundos os regulamentos oficiais da CBF, a saber: um torneio eliminatório prévio, apelidado de "Pré-Copa do Nordeste" (oficialmente, Eliminatória da Copa do Nordeste 2024), com 2 fases; e a Copa do Nordeste propriamente dita, esta disputada em quatro fases, a saber: Fase de Grupos, Quartas de Final, Semifinal e Final.

### Pré-Copa do Nordeste
Na primeira fase, as 16 equipes participantes foram dividas em 8 grupos de 2 equipes cada de acordo com o Ranking da CBF de 2023, em jogo único, com mando da equipe melhor ranqueada. Em cada grupo, a equipe vencedora se classifica para a Segunda Fase, com os empates sendo resolvidos em disputa de pênaltis.
A definição dos confrontos foi feita com base nas posições das equipes no Ranking da CBF, em "cruzamento olímpico", do seguinte modo:
- Jogo 1 – 1º melhor ranqueado x 16º melhor ranqueado
- Jogo 2 – 2º melhor ranqueado x 15º melhor ranqueado
- Jogo 3 – 3º melhor ranqueado x 14º melhor ranqueado
- Jogo 4 – 4º melhor ranqueado x 13º melhor ranqueado
- Jogo 5 – 5º melhor ranqueado x 12º melhor ranqueado
- Jogo 6 – 6º melhor ranqueado x 11º melhor ranqueado
- Jogo 7 – 7º melhor ranqueado x 10º melhor ranqueado
- Jogo 8 – 8º melhor ranqueado x 9º melhor ranqueado

Na segunda fase, as 8 equipes classificadas da primeira fase foram divididas em 4 grupos de 2 equipes cada, com cada uma enfrentando a outra de seu grupo em jogo único, com mando da equipe melhor ranqueada. Em cada grupo, a equipe vencedora se classifica para a Copa do Nordeste propriamente dita, com os empates sendo resolvidos em disputa de pênaltis.
A definição dos confrontos também foi feita com base nas posições das equipes no Ranking da CBF das equipes classificadas, novamente em "cruzamento olímpico", do seguinte modo:
- Jogo 9 – 1º melhor ranqueado x 8º melhor ranqueado
- Jogo 10 – 2º melhor ranqueado x 7º melhor ranqueado
- Jogo 11 – 3º melhor ranqueado x 6º melhor ranqueado
- Jogo 12 – 4º melhor ranqueado x 5º melhor ranqueado

### Copa do Nordeste
Na fase de grupos, as 16 equipes participantes foram divididas em 2 grupos (denominados A e B) de 8 equipes cada. Cada equipe enfrenta as outras do outro grupo, em turno único, totalizando 8 rodadas. Ao final, as 4 equipes mais bem posicionadas em cada grupo se classificam para a fase seguinte.
Em caso de empate na pontuação final, o desempate é feito aplicando sucessivamente os seguintes critérios:
1. Maior número de vitórias;
2. Maior saldo de gols;
3. Maior número de gols pró;
4. Menor número de cartões vermelhos recebidos;
5. Menor número de cartões amarelos recebidos;
6. Sorteio.

Nas quartas de final, as 8 equipes classificadas foram divididas em 4 grupos de 2 equipes cada. Cada equipe enfrenta a outra do próprio grupo, em jogo único, com mando de campo para a equipe tenha terminado em 1º ou 2º lugar de seu grupo na fase anterior. Em cada grupo, o vencedor se classifica para a semifinal, com os empates sendo resolvidos em disputa de pênaltis.
A definição dos confrontos foi feita com base nas posições finais dos clubes na fase de grupos, do seguinte modo:
- Grupo C – 1º do Grupo A x 4º do Grupo A
- Grupo D – 2º do Grupo B x 3º do Grupo B
- Grupo E – 1º do Grupo B x 4º do Grupo B
- Grupo F – 2º do Grupo A x 3º do Grupo A

Na semifinal, as 4 equipes classificadas foram divididas em 2 grupos de 2 equipes cada. Cada equipe enfrenta a outra do próprio grupo, em jogo único, com mando de campo para a equipe de melhor campanha, considerando as partidas disputadas na fase de grupos e nas quartas de final. Em cada grupo, o vencedor se classifica para a final, com os empates sendo resolvidos em disputa de pênaltis.
A definição dos confrontos foi feita com base em chaveamento pré-definido, a saber:
- Grupo G – Vencedor Grupo C x Vencedor Grupo D
- Grupo H – Vencedor Grupo E x Vencedor Grupo F

Na final, as 2 equipes classificadas foram colocadas em grupo único. As equipes se enfrentam em duas partidas, com mando de campo da partida de volta para a equipe de melhor campanha, considerando as partidas disputadas na fase de grupos, quartas de final e semifinal. Ao final da partida de volta, a equipe com mais pontos somados nesta fase é considerada campeã do torneio.
Em caso de empate em pontos ganhos ao final da partida de volta, o desempate é feito aplicando sucessivamente os seguintes critérios:
1. Maior saldo de gols nesta fase;
2. Disputa de pênaltis.

## Vagas por federação
| Pos. | Pos. | Federações          | Pontos | Vagas  | Vagas    |
| Pos. | Pos. | Federações          | Pontos | Grupos | Pré-Copa |
| ---- | ---- | ------------------- | ------ | ------ | -------- |
| 1    | 6    | Ceará               | 28.914 | 2      | 2        |
| 2    | 9    | Bahia               | 19.711 | 2      | 2        |
| 3    | 10   | Pernambuco          | 14.405 | 2      | 2        |
| 4    | 11   | Alagoas             | 12.334 | 1      | 2        |
| 5    | 14   | Maranhão            | 7.951  | 1      | 2        |
| 6    | 15   | Rio Grande do Norte | 5.813  | 1      | 2        |
| 7    | 16   | Paraíba             | 5.683  | 1      | 2        |
| 8    | 17   | Sergipe             | 4.897  | 1      | 1        |
| 9    | 19   | Piauí               | 4.116  | 1      | 1        |

## Equipes classificadas

### Fase preliminar
Há 2 critérios para classificação para a Pré-Copa do Nordeste
- Critério 1 (9 vagas): equipe mais bem posicionada no Ranking da CBF 2023 de cada um dos estados do nordeste, excluindo aquelas classificadas para a fase de grupos ou que não tenham disputado a primeira divisão estadual em 2023.
- Critério 2 (7 vagas): equipe mais bem classificada em cada um dos campeonatos estaduais de 2023 das 7 melhores federações nordestinas no Ranking da CBF 2023 (todas exceto Sergipe e Piauí), excluindo aquelas classificadas para a fase de grupos ou pelo critério 1.

Os vencedores de cada um dos quatro confrontos da segunda fase estarão classificados para a Fase de Grupos.
| UF                  | Equipe              | Cidade             | Critério de classificação | Ranking da CBF | Estádio             | Capacidade | Títulos        |
| ------------------- | ------------------- | ------------------ | ------------------------- | -------------- | ------------------- | ---------- | -------------- |
| Alagoas             | CSA                 | Maceió             | Critério 1                | 28º            | Rei Pelé            | 17 126     | 0 (não possui) |
| Alagoas             | ASA                 | Arapiraca          | Critério 2                | 87º            | Fumeirão            | 15 000     | 0 (não possui) |
| Bahia               | Juazeirense         | Juazeiro           | Critério 1                | 57º            | Adautão             | 8 000      | 0 (não possui) |
| Bahia               | Jacuipense          | Riachão do Jacuípe | Critério 2                | 67º            | Valfredão           | 5 000      | 0 (não possui) |
| Ceará               | Ferroviário         | Fortaleza          | Critério 1                | 54º            | Arena Castelão      | 63 903     | 0 (não possui) |
| Ceará               | Iguatu              | Iguatu             | Critério 2                | —              | Morenão             | 3 600      | 0 (não possui) |
| Maranhão            | Sampaio Corrêa      | São Luís           | Critério 1                | 32º            | Castelão            | 40 149     | 1 (2018)       |
| Maranhão            | Moto Club           | São Luís           | Critério 2                | 66º            | Castelão            | 40 149     | 0 (não possui) |
| Paraíba             | Botafogo-PB         | João Pessoa        | Critério 1                | 56º            | Almeidão            | 25 770     | 0 (não possui) |
| Paraíba             | Sousa               | Sousa              | Critério 2                | 107º           | Marizão             | 5 400      | 0 (não possui) |
| Pernambuco          | Santa Cruz          | Recife             | Critério 1                | 59º            | Arruda              | 60 044     | 1 (2016)       |
| Pernambuco          | Retrô               | Camaragibe         | Critério 2                | 98º            | Arena de Pernambuco | 45 010     | 0 (não possui) |
| Piauí               | Altos               | Altos              | Critério 1                | 58º            | Lindolfo Monteiro   | 5 114      | 0 (não possui) |
| Rio Grande do Norte | ABC                 | Natal              | Critério 1                | 44º            | Frasqueirão         | 15 640     | 0 (não possui) |
| Rio Grande do Norte | Potiguar de Mossoró | Mossoró            | Critério 2                | 187º           | Nogueirão           | 5 000      | 0 (não possui) |
| Sergipe             | Confiança           | Aracaju            | Critério 1                | 47º            | Batistão            | 15 575     | 0 (não possui) |

### Fase de grupos
Há 2 critérios para classificação direta à fase de grupos da Copa do Nordeste:
- Critério 1 (9 vagas): equipe campeã em cada um dos campeonatos estaduais de 2023 no Nordeste.
- Critério 2 (3 vagas): equipe mais bem posicionada no Ranking da CBF 2023 de cada uma das 3 melhores federações nordestinas no Ranking (Ceará, Bahia e Pernambuco), excluindo aquelas classificadas pelo critério 1 ou que não tenham disputado a primeira divisão estadual em 2023.

| UF                  | Equipe           | Cidade         | Critério de Classificação | Ranking da CBF | Estádio             | Capacidade | Títulos                    |
| ------------------- | ---------------- | -------------- | ------------------------- | -------------- | ------------------- | ---------- | -------------------------- |
| Alagoas             | CRB              | Maceió         | Critério 1                | 27º            | Rei Pelé            | 17 126     | 0 (não possui)             |
| Bahia               | Bahia            | Salvador       | Critério 1                | 15º            | Arena Fonte Nova    | 50 025     | 4 (2001, 2002, 2017, 2021) |
| Bahia               | Vitória          | Salvador       | Critério 2                | 29º            | Barradão            | 35 000     | 4 (1997, 1999, 2003, 2010) |
| Ceará               | Fortaleza        | Fortaleza      | Critério 1                | 7º             | Arena Castelão      | 63 903     | 2 (2019, 2022)             |
| Ceará               | Ceará            | Fortaleza      | Critério 2                | 14º            | Arena Castelão      | 63 903     | 3 (2015, 2020, 2023)       |
| Maranhão            | Maranhão         | São Luís       | Critério 1                | 205°           | Castelão            | 40 149     | 0 (não possui)             |
| Paraíba             | Treze            | Campina Grande | Critério 1                | 79º            | Amigão              | 23 000     | 0 (não possui)             |
| Pernambuco          | Sport            | Recife         | Critério 1                | 26º            | Arena de Pernambuco | 45 012     | 3 (1994, 2000, 2014)       |
| Pernambuco          | Náutico          | Recife         | Critério 2                | 37º            | Aflitos             | 20 000     | 0 (não possui)             |
| Piauí               | River-PI         | Teresina       | Critério 1                | 140º           | Albertão            | 52 216     | 0 (não possui)             |
| Rio Grande do Norte | América de Natal | Natal          | Critério 1                | 62º            | Arena das Dunas     | 32 000     | 1 (1998)                   |
| Sergipe             | Itabaiana        | Itabaiana      | Critério 1                | 106º           | Etelvino Mendonça   | 12 000     | 0 (não possui)             |

## Calendário
Um calendário preliminar foi divulgado pela CBF em 07 de novembro de 2023. Compreende as seguintes datas:
| Fase             | Ida                          | Volta                        |
| ---------------- | ---------------------------- | ---------------------------- |
| Primeira fase    | 6–7 de janeiro               | 6–7 de janeiro               |
| Segunda fase     | 13–14 de janeiro             | 13–14 de janeiro             |
| Fase de grupos   | 4 de fevereiro a 27 de março | 4 de fevereiro a 27 de março |
| Quartas de final | 10 de abril                  | 10 de abril                  |
| Semifinais       | 24 de abril                  | 24 de abril                  |
| Final            | 5 de junho                   | 9 de junho                   |

## Pré-Copa do Nordeste

### Primeira fase
Em itálico, as equipes que possuem o mando de campo no confronto e em negrito as equipes classificadas.
| Equipe 1       | Resultado     | Equipe 2            |
| -------------- | ------------- | ------------------- |
| CSA            | 1–1 (3−4 p)   | Iguatu              |
| Sampaio Corrêa | 2–2 (4−5 p)   | Potiguar de Mossoró |
| ABC            | 1–0           | Sousa               |
| Confiança      | 1–1 (2−4 p)   | Retrô               |
| Ferroviário    | 1–1 (0−3 p)   | ASA                 |
| Botafogo-PB    | 0–0 (3–1 p)   | Jacuipense          |
| Juazeirense    | 1–1 (4−1 p)   | Moto Club           |
| Altos          | 2–2 (11–10 p) | Santa Cruz          |

### Segunda fase
Em itálico, as equipes que possuem o mando de campo no confronto e em negrito as equipes classificadas.| Equipe 1    | Resultado   | Equipe 2            |
| ----------- | ----------- | ------------------- |
| ABC         | 1–1 (4−2 p) | Iguatu              |
| Botafogo-PB | 1–1 (4−2 p) | Potiguar de Mossoró |
| Juazeirense | 4–0         | Retrô               |
| Altos       | 2–1         | ASA                 |

## Fase de grupos

### Sorteio
O sorteio da fase de grupos foi realizado no dia 18 de janeiro, em Teresina, para a composição da fase de grupos. As equipes foram divididas em quatro potes, de acordo com a posição no Ranking Nacional de Clubes de 2023. O sorteio acontecerá por potes, onde todos os clubes daquele pote serão sorteados, sendo o primeiro sorteado para o Grupo A e o segundo para o Grupo B, e assim por diante, com a exceção de Fortaleza e Ceará que devem, independente do sorteio, estar em grupos alternados. Após o sorteio do Pote 1, os demais potes serão sorteados respeitando a premissa de que clubes das federações com dois clubes classificados (Paraíba, Pernambuco, Piauí e Rio Grande do Norte) não podem ser alocados no mesmo grupo, a exemplo da situação do estado do Ceará. No caso do estado da Bahia, que conta com três representantes nesta fase, Bahia e Vitória, por serem os melhores ranqueados, não podem estar no mesmo grupo, enquanto que Juazeirense, juntamente com CRB, Itabaiana e Maranhão, não apresentam restrição de sorteio.

#### Potes para sorteio
| Pote 1                                                     | Pote 2                                                  | Pote 3                                                                         | Pote 4                                                               |
| ---------------------------------------------------------- | ------------------------------------------------------- | ------------------------------------------------------------------------------ | -------------------------------------------------------------------- |
| - Fortaleza (7º) - Ceará (14º) - Bahia (15º) - Sport (26º) | - CRB (27º) - Vitória (29º) - Náutico (37º) - ABC (44º) | - Botafogo-PB (56º) - Juazeirense (57º) - Altos (58°) - América de Natal (62º) | - Treze (79º) - Itabaiana (106º) - River-PI (140º) - Maranhão (205°) |

### Grupo A
| Pos | Equipe           | Pts | J | V | E | D | GP | GC | SG | Classificado |
| --- | ---------------- | --- | - | - | - | - | -- | -- | -- | ------------ |
| 1   | Sport            | 17  | 8 | 5 | 2 | 1 | 16 | 8  | +8 | Fase final   |
| 2   | CRB              | 15  | 8 | 4 | 3 | 1 | 12 | 6  | +6 | Fase final   |
| 3   | Botafogo-PB      | 15  | 8 | 4 | 3 | 1 | 9  | 3  | +6 | Fase final   |
| 4   | Ceará            | 15  | 8 | 4 | 3 | 1 | 9  | 6  | +3 | Fase final   |
| 5   | Vitória          | 14  | 8 | 4 | 2 | 2 | 12 | 7  | +5 |              |
| 6   | Maranhão         | 14  | 8 | 4 | 2 | 2 | 14 | 13 | +1 |              |
| 7   | América de Natal | 11  | 8 | 3 | 2 | 3 | 9  | 11 | −2 |              |
| 8   | River-PI         | 10  | 8 | 3 | 1 | 4 | 5  | 9  | −4 |              |

### Grupo B
| Pos | Equipe      | Pts | J | V | E | D | GP | GC | SG | Classificado |
| --- | ----------- | --- | - | - | - | - | -- | -- | -- | ------------ |
| 1   | Bahia       | 18  | 8 | 6 | 0 | 2 | 11 | 8  | +3 | Fase final   |
| 2   | Fortaleza   | 8   | 8 | 2 | 2 | 4 | 9  | 10 | −1 | Fase final   |
| 3   | Altos       | 8   | 8 | 1 | 5 | 2 | 6  | 8  | −2 | Fase final   |
| 4   | Náutico     | 7   | 8 | 1 | 4 | 3 | 7  | 8  | −1 | Fase final   |
| 5   | ABC         | 7   | 8 | 1 | 4 | 3 | 8  | 12 | −4 |              |
| 6   | Juazeirense | 6   | 8 | 2 | 0 | 6 | 9  | 13 | −4 |              |
| 7   | Treze       | 6   | 8 | 1 | 3 | 4 | 5  | 11 | −6 |              |
| 8   | Itabaiana   | 3   | 8 | 1 | 0 | 7 | 8  | 16 | −8 |              |

### Confrontos
| Mandante \ Visitante | ABC | ALT | AMN | BAH | BPB | CEA | CRB | FOR | ITA | JUA | MAC | NAU | RIV | SPT | TRE | VIT |
| -------------------- | --- | --- | --- | --- | --- | --- | --- | --- | --- | --- | --- | --- | --- | --- | --- | --- |
| ABC                  | —   |     |     |     | 0–0 |     | 2–2 |     |     |     | 2–2 |     |     | 0–2 |     |     |
| Altos                |     | —   | 1–1 |     |     |     |     |     |     |     | 1–1 |     |     | 1–2 |     | 0–0 |
| América de Natal     | 1–0 |     | —   |     |     |     |     |     | 1–2 |     |     | 1–0 |     |     | 2–2 |     |
| Bahia                |     |     | 3–0 | —   |     |     |     |     |     |     | 1–0 |     |     | 2–1 |     | 2–1 |
| Botafogo-PB          |     | 1–2 |     | 4–0 | —   |     |     | 1–1 |     | 1–0 |     |     |     |     |     |     |
| Ceará                | 2–2 | 1–1 |     | 1–2 |     | —   |     |     | 2–1 |     |     |     |     |     |     |     |
| CRB                  |     | 2–0 |     | 0–1 |     |     | —   | 1–0 |     | 3–1 |     |     |     |     |     |     |
| Fortaleza            |     |     | 2–1 |     |     | 0–1 |     | —   |     |     |     |     | 3–1 |     |     | 0–1 |
| Itabaiana            |     |     |     |     | 0–1 |     | 0–2 |     | —   |     | 3–4 |     |     | 1–2 |     |     |
| Juazeirense          |     |     | 1–2 |     |     | 0–1 |     |     |     | —   |     |     | 4–1 |     |     | 2–0 |
| Maranhão             |     |     |     |     |     |     |     | 3–2 |     | 2–1 | —   | 1–3 |     |     | 1–0 |     |
| Náutico              |     |     |     |     | 0–1 | 0–0 | 1–1 |     |     |     |     | —   | 0–1 |     |     |     |
| River-PI             | 0–1 | 0–0 |     | 1–0 |     |     |     |     | 1–0 |     |     |     | —   |     |     |     |
| Sport                |     |     |     |     |     |     |     | 1–1 |     | 3–0 |     | 2–2 |     | —   | 3–1 |     |
| Treze                |     |     |     |     | 0–0 | 0–1 | 1–1 |     |     |     |     |     | 1–0 |     | —   |     |
| Vitória              | 3–1 |     |     |     |     |     |     |     | 3–1 |     |     | 1–1 |     |     | 3–0 | —   |

## Fase final
Em itálico, os times que possuem o mando de campo no primeiro jogo ou jogo único do confronto e em negrito os times classificados.
|  | Quartas de final | Quartas de final |       |       | Semifinais | Semifinais |  |                 | Final          | Final          | Final          | Final          |  |  |
|  | 10 a 21 de abril | 10 a 21 de abril |       |       | 26 de maio | 26 de maio |  |                 | 5 e 9 de junho | 5 e 9 de junho | 5 e 9 de junho | 5 e 9 de junho |  |  |
|  |                  |                  |       |       |            |            |  |                 |                |                |                |                |  |  |
|  | Sport            | 2                |       |       |            |            |  |                 |                |                |                |                |  |  |
|  | Ceará            | 1                |       |       |            |            |  |                 |                |                |                |                |  |  |
|  | Ceará            | 1                |       | Sport | 1          |            |  |                 |                |                |                |                |  |  |
|  |                  |                  |       | Sport | 1          |            |  |                 |                |                |                |                |  |  |
|  |                  | Fortaleza        | 4     |       |            |            |  |                 |                |                |                |                |  |  |
|  | Fortaleza        | Fortaleza        | 4     | 5     |            |            |  |                 |                |                |                |                |  |  |
|  | Fortaleza        |                  |       | 5     |            |            |  |                 |                |                |                |                |  |  |
|  | Altos            | 0                |       |       |            |            |  |                 |                |                |                |                |  |  |
|  | Altos            | 0                |       |       |            |            |  | Fortaleza (pen) | 2              | 0              | 2 (5)          |                |  |  |
|  |                  |                  |       |       |            |            |  | Fortaleza (pen) | 2              | 0              | 2 (5)          |                |  |  |
|  |                  | CRB              | 0     | 2     | 2 (4)      |            |  |                 |                |                |                |                |  |  |
|  | Bahia            | CRB              | 0     | 2     | 2 (4)      | 3          |  |                 |                |                |                |                |  |  |
|  | Bahia            |                  |       |       |            | 3          |  |                 |                |                |                |                |  |  |
|  | Náutico          | 0                |       |       |            |            |  |                 |                |                |                |                |  |  |
|  | Náutico          | 0                |       | Bahia | 0 (7)      |            |  |                 |                |                |                |                |  |  |
|  |                  |                  |       | Bahia | 0 (7)      |            |  |                 |                |                |                |                |  |  |
|  |                  | CRB (pen)        | 0 (8) |       |            |            |  |                 |                |                |                |                |  |  |
|  | CRB (pen)        | CRB (pen)        | 0 (8) | 0 (4) |            |            |  |                 |                |                |                |                |  |  |
|  | CRB (pen)        |                  |       | 0 (4) |            |            |  |                 |                |                |                |                |  |  |
|  | Botafogo-PB      | 0 (3)            |       |       |            |            |  |                 |                |                |                |                |  |  |

### Quartas de final
| 9 de abril Jogo único                     | CRB | 0 – 0 (4–3 pen.)                               | Botafogo-PB | Maceió (AL)                                                                                          |  |
| 20:00                                     |     | Súmula Borderô                                 |             | Estádio: Rei Pelé Público: 5 381 Renda: R$ 95 830,00 Árbitro: RN Leonilson Fernandes Trigueiro Filho |  |
|                                           |     | Penalidades                                    |             | |  |
| Anselmo Ramon Gegê Falcão Matheus Ribeiro |     | Wendel Lomar Pipico Lenon Paulinho Júlio Rusch |             | |  |
| \| \| CRB \| \| Botafogo-PB \| \|         |     |                                                |             | |  |
|                                           | CRB |                                                | Botafogo-PB | |  |

| 10 de abril Jogo único        | Sport                               | 2 – 1          | Ceará             | São Lourenço da Mata (PE)                                                                               |  |
| 21:30                         | Felipinho 42' · Rafael Thyere 90+1' | Súmula Borderô | 63' Jorge Recalde | Estádio: Arena Pernambuco Público: 19 136 Renda: R$ 365 165,00 Árbitro: PB Afro Rocha de Carvalho Filho |  |
| \| \| Sport \| \| Ceará \| \| |                                     |                |                   | |  |
|                               | Sport                               |                | Ceará             | |  |

| 10 de abril Jogo único          | Bahia                                               | 3 – 0          | Náutico | Salvador (BA)                                                                                   |  |
| 21:30                           | Thaciano 65' · Óscar Estupiñán 77' · Jean Lucas 87' | Súmula Borderô |         | Estádio: Arena Fonte Nova Público: 22 671 Renda: R$ 547 650 Árbitro: MA Paulo José Souza Mourão |  |
| \| \| Bahia \| \| Náutico \| \| |                                                     |                |         |                                                                                                 |  |
|                                 | Bahia                                               |                | Náutico |                                                                                                 |  |

| 21 de abril Jogo único            | Fortaleza                                                               | 5 – 0          | Altos | Fortaleza (CE)                                                                                      |  |
| 19:00                             | Marinho 28' · Kervin Andrade 36', 45+1' · Moisés 42' · Yago Pikachu 69' | Súmula Borderô |       | Estádio: Arena Castelão Público: 20 028 Renda: R$ 147 076,00 Árbitro: AL Marcio dos Santos Oliveira |  |
| \| \| Fortaleza \| \| Altos \| \| |                                                                         |                |       | |  |
|                                   | Fortaleza                                                               |                | Altos | |  |

### Semifinal
| 26 de maio Jogo único             | Sport                | 1 – 4  | Fortaleza                          | São Lourenço da Mata (PE)                                     |  |
| 18:00                             | Gustavo Coutinho 82' | Súmula | 8', 18', 42' Moisés · 21' Hércules | Estádio: Arena Pernambuco Árbitro: RN Caio Max Augusto Vieira |  |
| \| \| Sport \| \| Fortaleza \| \| |                      |        |                                    |                                                               |  |
|                                   | Sport                |        | Fortaleza                          |                                                               |  |

| 26 de maio Jogo único                                                             | Bahia | 0 – 0 (7–8 pen.)                                                               | CRB | Salvador (BA)                                                                                               |  |
| 18:00                                                                             |       | Súmula Borderô                                                                 |     | Estádio: Arena Fonte Nova Público: 43 222 Renda: R$ 1 479 024,00 Árbitro: SE Fábio Augusto Santos Sá Junior |  |
|                                                                                   |       | Penalidades                                                                    |     | |  |
| Everaldo Óscar Estupiñán Luciano Juba Cauly Jean Lucas Biel Ademir Caio Alexandre |       | Anselmo Ramon Gegê Rômulo Hereda Mike João Pedro Matheus Ribeiro Lucas Kallyel |     | |  |
| \| \| Bahia \| \| CRB \| \|                                                       |       |                                                                                |     | |  |
|                                                                                   | Bahia |                                                                                | CRB | |  |

### Final
| 5 de junho Ida                  | Fortaleza                             | 2 – 0          | CRB | Fortaleza (CE) |  |
| 21:30                           | Moisés 41' · Juan Martín Lucero 45+3' | Súmula Borderô |     | Estádio: Arena Castelão Público: 45 866 Renda: R$ 1 136 006,00 Árbitro: PE Paulo Belence Alves dos Prazeres Filho |  |
| \| \| Fortaleza \| \| CRB \| \| |                                       |                |     | |  |
|                                 | Fortaleza                             |                | CRB | |  |

| 9 de junho Volta                                    | CRB                | 2 – 0 (4–5 pen.)                                                | Fortaleza | Maceió (AL)                                                                                             |  |
| 16:30                                               | João Neto 67', 87' | Súmula Borderô                                                  |           | Estádio: Rei Pelé Público: 14 475 Renda: R$ 1 054 870,00 Árbitro: BA Emerson Ricardo de Almeida Andrade |  |
|                                                     |                    | Penalidades                                                     |           | |  |
| Anselmo Ramon Gegê João Neto Hereda Matheus Ribeiro |                    | Juan Martín Lucero Pedro Rocha Zé Welison Hércules Yago Pikachu |           | |  |
| \| \| CRB \| \| Fortaleza \| \|                     |                    |                                                                 |           | |  |
|                                                     | CRB                |                                                                 | Fortaleza | |  |

## Premiação
| Campeão do Nordeste de 2024    |
| ------------------------------ |
| Fortaleza Campeão (3.º título) |

## Estatísticas

### Artilharia
| Gols | Jogador          | Equipe    |
| ---- | ---------------- | --------- |
| 7    | Moisés           | Fortaleza |
| 5    | Anselmo Ramon    | CRB       |
| 5    | Gustavo Coutinho | Sport     |
| 4    | Erick Pulga      | Ceará     |
| 4    | Thaciano         | Bahia     |
| 4    | Vinícius Barata  | Maranhão  |

### Hat-tricks
| Jogador | Clube     | Adversário | Placar  | Data       | Ref.   |
| ------- | --------- | ---------- | ------- | ---------- | ------ |
| Moisés  | Fortaleza | Sport      | 1–4 (F) | 26 de maio | [ 11 ] |

### Público
Maiores públicos
Estes são os dez maiores públicos do campeonato:
| Nº | Público | Mandante  | Placar | Visitante        | Estádio             | Data            | Etapa       | Ref    |
| -- | ------- | --------- | ------ | ---------------- | ------------------- | --------------- | ----------- | ------ |
| 1  | 48 184  | Bahia     | 2–1    | Vitória          | Arena Fonte Nova    | 20 de março     | 6ª rodada   | [ 12 ] |
| 2  | 46 105  | Bahia     | 2–1    | Sport            | Arena Fonte Nova    | 4 de fevereiro  | 1ª rodada   | [ 13 ] |
| 3  | 45 866  | Fortaleza | 2–0    | CRB              | Arena Castelão      | 5 de junho      | Final - Ida | [ 14 ] |
| 4  | 43 222  | Bahia     | 0–0    | CRB              | Arena Fonte Nova    | 26 de maio      | Semifinal   | [ 15 ] |
| 5  | 39 212  | Fortaleza | 0–1    | Ceará            | Arena Castelão      | 20 de março     | 6ª rodada   | [ 16 ] |
| 6  | 33 437  | Sport     | 1–4    | Fortaleza        | Arena de Pernambuco | 26 de maio      | Semifinal   | [ 17 ] |
| 7  | 26 086  | Bahia     | 3–0    | América de Natal | Arena Fonte Nova    | 15 de fevereiro | 3ª rodada   | [ 18 ] |
| 8  | 22 841  | Bahia     | 1–0    | Maranhão         | Arena Fonte Nova    | 24 de março     | 7ª rodada   | [ 19 ] |
| 9  | 22 686  | Sport     | 1–1    | Fortaleza        | Arena de Pernambuco | 21 de fevereiro | 4ª rodada   | [ 20 ] |
| 10 | 22 671  | Bahia     | 3–0    | Náutico          | Arena Fonte Nova    | 10 de abril     | Quartas     | [ 21 ] |

Menores públicos
Estes são os dez menores públicos do campeonato:
| Nº | Público | Mandante    | Placar | Visitante        | Estádio           | Data            | Etapa     | Ref    |
| -- | ------- | ----------- | ------ | ---------------- | ----------------- | --------------- | --------- | ------ |
| 1  | 88      | Maranhão    | 2–1    | Juazeirense      | Castelão          | 21 de fevereiro | 4ª rodada | [ 22 ] |
| 2  | 131     | Juazeirense | 4–1    | River-PI         | Adautão           | 24 de março     | 7ª rodada | [ 23 ] |
| 3  | 149     | Altos       | 1–1    | América de Natal | Lindolfo Monteiro | 23 de março     | 7ª rodada | [ 24 ] |
| 4  | 159     | Maranhão    | 1–0    | Treze            | Castelão          | 6 de março      | 5ª rodada | [ 25 ] |
| 5  | 221     | Altos       | 1–1    | Maranhão         | Lindolfo Monteiro | 14 de fevereiro | 3ª rodada | [ 26 ] |
| 6  | 232     | Juazeirense | 1–2    | América de Natal | Adautão           | 6 de março      | 5ª rodada | [ 27 ] |
| 6  | 232     | River-PI    | 0–1    | ABC              | Albertão          | 27 de março     | 8ª rodada | [ 28 ] |
| 8  | 262     | Itabaiana   | 0–1    | Botafogo-PB      | Barretão          | 24 de março     | 7ª rodada | [ 29 ] |
| 9  | 316     | Maranhão    | 1–3    | Náutico          | Castelão          | 10 de fevereiro | 2ª rodada | [ 30 ] |
| 10 | 318     | Itabaiana   | 0–2    | CRB              | Batistão          | 3 de fevereiro  | 1ª rodada | [ 31 ] |

Médias de público por clube
Estas são as médias de público dos clubes no campeonato. Considera-se apenas os jogos da equipe como mandante e o público pagante:
| Pos.  | Equipe           | Média  | Total   | Mandos | Maior  | Menor  |
| ----- | ---------------- | ------ | ------- | ------ | ------ | ------ |
| 1     | Bahia            | 34 852 | 209 109 | 6      | 48 184 | 22 671 |
| 2     | Fortaleza        | 24 398 | 146 385 | 6      | 45 866 | 9 676  |
| 3     | Sport            | 18 681 | 93 406  | 5      | 35 773 | 8 404  |
| 4     | Ceará            | 14 865 | 59 460  | 4      | 21 028 | 9 253  |
| 5     | Vitória          | 9 330  | 37 319  | 4      | 10 962 | 6 026  |
| 6     | CSA              | 8 288  | 8 288   | 1      | 8 288  | 8 288  |
| 7     | CRB              | 7 288  | 43 729  | 6      | 14 475 | 4 130  |
| 8     | Náutico          | 4 656  | 18 623  | 4      | 5 624  | 3 978  |
| 9     | América de Natal | 3 931  | 15 724  | 4      | 6 790  | 2 044  |
| 10    | Confiança        | 3 549  | 3 549   | 1      | 3 549  | 3 549  |
| 11    | Sampaio Corrêa   | 2 821  | 2 821   | 1      | 2 821  | 2 821  |
| 13    | ABC              | 2 660  | 15 961  | 6      | 4 053  | 1 416  |
| 13    | Treze            | 2 604  | 10 414  | 4      | 3 105  | 2 292  |
| 14    | Ferroviário      | 2 555  | 2 555   | 1      | 2 555  | 2 555  |
| 15    | Botafogo-PB      | 2 515  | 15 092  | 6      | 4 841  | 1 705  |
| 16    | River-PI         | 877    | 3 508   | 4      | 2 358  | 212    |
| 17    | Juazeirense      | 634    | 3 805   | 6      | 1 231  | 131    |
| 18    | Altos            | 446    | 2 675   | 6      | 687    | 149    |
| 19    | Itabaiana        | 391    | 1 562   | 4      | 639    | 262    |
| 20    | Maranhão         | 237    | 948     | 4      | 385    | 88     |
| Total | Total            | 7 485  | 598 819 | 80     | 48 184 | 88     |

Médias de público por estado
Estas são as médias de público por estado no campeonato. Considera-se apenas os jogos da equipe como mandante e o público pagante:
| Pos. | Equipe              | Média  | Total   | Mandos | Maior  | Menor |
| ---- | ------------------- | ------ | ------- | ------ | ------ | ----- |
| 1    | Ceará               | 18 945 | 208 400 | 11     | 45 866 | 2 555 |
| 2    | Bahia               | 15 640 | 250 233 | 16     | 48 184 | 131   |
| 3    | Pernambuco          | 12 448 | 112 029 | 9      | 35 773 | 3 968 |
| 4    | Alagoas             | 7 431  | 52 017  | 7      | 17 762 | 4 687 |
| 5    | Rio Grande do Norte | 3 169  | 31 685  | 10     | 6 790  | 1 416 |
| 6    | Paraíba             | 2 551  | 25 506  | 10     | 4 841  | 1 418 |
| 7    | Sergipe             | 1 022  | 5 111   | 5      | 3 549  | 262   |
| 8    | Maranhão            | 754    | 3 769   | 5      | 2 821  | 88    |
| 9    | Piauí               | 618    | 6 183   | 10     | 2 358  | 149   |

## Cotas de premiação

### Por campanha
Cada clube participante da Copa do Nordeste 2024 tem direito a uma cota de premiação, que depende de sua campanha e de sua posição no ranking da CBF.
Os valores a que cada clube tem direito são os que seguem:
- Eliminados na 1ª fase da Pré-Copa do Nordeste: R$ 125 mil
- Eliminados na 2ª fase da Pré-Copa do Nordeste: R$ 185 mil
- Participação
  - Cota 1 (Fortaleza, Ceará, Bahia e Sport): R$ 3,350 milhões
  - Cota 2 (CRB, Vitória, Náutico e ABC): R$ 2,513 milhões
  - Cota 3 (Botafogo-PB, Juazeirense, Altos e América de Natal): R$ 1,989 milhão
  - Cota 4 (Treze, Itabaiana, River-PI e Maranhão): R$ 1,256 milhão
- Campanha
  - Eliminados na Fase de Grupos: apenas o valor de participação
  - Classificação às Quartas de Final: R$ 524 mil
  - Classificação às Semifinais: R$ 733 mil
  - Vice-Campeão: R$ 1,361 milhão
  - Campeão: R$ 2,094 milhões

### Por clube
| Pos. | Clubes              | Premiação |
| ---- | ------------------- | --------- |
| 1    | Fortaleza           | 6,701     |
| 2    | CRB                 | 5,131     |
| 3    | Bahia               | 4,607     |
| 3    | Sport               | 4,607     |
| 5    | Ceará               | 3,874     |
| 6    | Náutico             | 3,037     |
| 7    | ABC                 | 2,513     |
| 7    | Altos               | 2,513     |
| 7    | Botafogo-PB         | 2,513     |
| 7    | Vitória             | 2,513     |
| 11   | América de Natal    | 1,989     |
| 11   | Juazeirense         | 1,989     |
| 13   | Itabaiana           | 1,256     |
| 13   | Maranhão            | 1,256     |
| 13   | River-PI            | 1,256     |
| 13   | Treze               | 1,256     |
| 17   | ASA                 | 0,185     |
| 17   | Iguatu              | 0,185     |
| 17   | Potiguar de Mossoró | 0,185     |
| 17   | Retrô               | 0,185     |
| 21   | Confiança           | 0,125     |
| 21   | CSA                 | 0,125     |
| 21   | Ferroviário         | 0,125     |
| 21   | Jacuipense          | 0,125     |
| 21   | Moto Club           | 0,125     |
| 21   | Sampaio Corrêa      | 0,125     |
| 21   | Santa Cruz          | 0,125     |
| 21   | Sousa               | 0,125     |

## Classificação geral
A classificação geral dá prioridade ao time que avançou mais fases, e ao campeão, ainda que tenham menor pontuação.